# Амстел Голд Рейс 2023
57-я гонка Амстел Голд Рейс — шоссейная однодневная велогонка по дорогам Нидерландов. Гонка прошла 16 апреля 2023 года в рамках Мирового тура UCI 2023. Победителем стал словенский гонщик Тадей Погачар.

## Участники
Автоматически приглашения на гонку приняли все 18 команд категории UCI WorldTeam. Также в соревновании примут участие семь команд категории UCI ProTeam.
| UCI WorldTeams (18)- AG2R Citroën Team - Alpecin-Deceuninck - Astana Qazaqstan Team - Bahrain Victorious - Bora-Hansgrohe - Cofidis - EF Education-EasyPost - Groupama-FDJ - Ineos Grenadiers - Intermarché-Circus-Wanty - Jumbo-Visma - Movistar Team - Soudal Quick-Step - Arkéa-Samsic - Team DSM - Team Jayco AlUla - Trek-Segafredo - UAE Team Emirates UCI ProTeams (7)- Israel-Premier Tech - Lotto Dstny - Q36.5 Pro Cycling Team - Team Flanders-Baloise - TotalEnergies - Tudor Pro Cycling Team - Uno-X Pro Cycling Team |
| |

## Маршрут
Гонщики в этом году преодолели 33 подъема, первым из которых стал через 12,3 км после старта в Маастрихте. Участники дважды проехали линию финиша в Берг эн Терблейт, первый раз за 79,2 км до финиша.
Подъемы на Амстел Голд Рэйс были короткими и крутыми. Кауберг начался за 81,7 км до финиша, а второй раз — за 18,6 км. Однако помимо Кауберга в финале гонки ждали ещё Гёлеммерберг — 700 м с 6,6 % и Бемелерберг — 1 км с 4,4 %, последнее прохождение которого состоялось за 7 км до финиша.

## Ход гонки
Всего за 40 километров до финиша, когда гонщикам предстояло пройти Круисберг (Kruisberg), Тадей Погачар остановился, чтобы сменить свой велосипед. Однако он быстро вернулся в группу и, преодолев дополнительные 4 километра, уже на Эйсербосвеге (Eyserbosweg — подъем длиной 900 метров со средним уклоном 9,3 %) совершил атаку. За Погачаром сумел удержаться Том Пидкок (INEOS Grenadiers), а затем к ним присоединился Бен Хили (EF Education EasyPost).
На протяжении нескольких километров лидирующая тройка смогла сохранить свое преимущество. Атака Тадея Погачара пришла через 28 километров до финиша, когда капитан UAE Emirates резко оторвался от своих соперников. Было ясно, что Пидкоку и Хили было очень тяжело справляться с каждым следующим подъемом, но они ничего не могли сделать об этом. Тадей продолжал увеличивать свое отрыв и вскоре разрыв между ним и остальными уже составлял 10 секунд. Алексей Луценко и Ремко Крона находились в 36 секундах отстающими, тогда как остальные гонщики отставали на 1 минуту и 45 секунд. Преимущество Погачара становилось всё больше, и в результате он финишировал в одиночестве.

## Результаты
| \| Генеральная классификация \| Генеральная классификация \| Генеральная классификация \| Генеральная классификация \| Генеральная классификация \| \| Гонщик \| Гонщик \| Команда \| Время \| \| \| ------------------------- \| ------------------------- \| ------------------------- \| ------------------------- \| ------------------------- \| \| 1-й \| Тадей Погачар \| UAE Team Emirates \| 6ч 02' 02 \| \| \| 2-й \| Бен Хили \| EF Education-EasyPost \| + 38 \| \| \| 3-й \| Том Пидкок \| Ineos Grenadiers \| + 2' 14 \| \| \| 4-й \| Андреас Крон \| Lotto Dstny \| + 2' 14 \| \| \| 5-й \| Алексей Луценко \| Astana Qazaqstan Team \| + 2' 14 \| \| \| 6-й \| Андреа Баджоли \| Soudal Quick-Step \| + 3' 14 \| \| \| 7-й \| Максим Ван Гилс \| Lotto Dstny \| + 3' 14 \| \| \| 8-й \| Маттиас Скельмосе \| Trek-Segafredo \| + 3' 14 \| \| \| 9-й \| Александер Камп \| Tudor Pro Cycling Team \| + 3' 14 \| \| \| 10-й \| Аксель Зингле \| Cofidis \| + 3' 14 \| \| |                   |                        |           |
| |                   |                        |           |
| Источник: ProCyclingStats |                   |                        |           |
| Генеральная классификация |                   |                        |           |
| Гонщик | Гонщик            | Команда                | Время     |
| 1-й | Тадей Погачар     | UAE Team Emirates      | 6ч 02' 02 |
| 2-й | Бен Хили          | EF Education-EasyPost  | + 38      |
| 3-й | Том Пидкок        | Ineos Grenadiers       | + 2' 14   |
| 4-й | Андреас Крон      | Lotto Dstny            | + 2' 14   |
| 5-й | Алексей Луценко   | Astana Qazaqstan Team  | + 2' 14   |
| 6-й | Андреа Баджоли    | Soudal Quick-Step      | + 3' 14   |
| 7-й | Максим Ван Гилс   | Lotto Dstny            | + 3' 14   |
| 8-й | Маттиас Скельмосе | Trek-Segafredo         | + 3' 14   |
| 9-й | Александер Камп   | Tudor Pro Cycling Team | + 3' 14   |
| 10-й | Аксель Зингле     | Cofidis                | + 3' 14   |

### Рейтинг UCI
Очки за гонку в мировом рейтинге UCI 2023 года присуждаются в соответствии со следующей шкалой :
| Место                     | 1   | 2   | 3   | 4   | 5   | 6   | 7   | 8   | 9   | 10 | 11 | 12 | 13 | 14 | 15 | с 16 по 20 | с 21 по 30 | с 31 по 50 | с 51 по 55 | с 56 по 60 |
| Генеральная классификация | 500 | 400 | 325 | 275 | 225 | 175 | 150 | 125 | 100 | 85 | 70 | 60 | 50 | 40 | 35 | 30         | 20         | 10         | 5          | 3          |